# Esgrima no World Combat Games de 2013
A disputa da Esgrima no World Combat Games de St. Petersburg-2013 se deu no Hall 2 do Saint-Petersburg Sports and Concert Complex nos dias 24 a 26 de Outubro de 2013. Foi a primeira vez que a esgrima fez parte do World Combat Games.
A embaixadora desta modalidade nesta edição do World Combat Games foi a russa Karina Aznavourian, bi-campeã olímpica na espada por equipes.

## Quadro de Medalhas
Legenda:
| Ordem | País           | Medalha de ouro | Medalha de prata | Medalha de bronze | Total |
| ----- | -------------- | --------------- | ---------------- | ----------------- | ----- |
| 1     | Coreia do Sul  | 2               | 1                | 0                 | 3     |
| 2     | Hungria        | 1               | 1                | 1                 | 3     |
| 3     | Estónia        | 1               | 1                | 0                 | 2     |
| 4     | Reino Unido    | 1               | 0                | 0                 | 1     |
| 4     | Itália         | 1               | 0                | 0                 | 1     |
| 6     | Rússia         | 0               | 1                | 2                 | 3     |
| 7     | Roménia        | 0               | 1                | 0                 | 1     |
| 7     | Estados Unidos | 0               | 1                | 0                 | 1     |
| 9     | China          | 0               | 0                | 1                 | 1     |
| 9     | França         | 0               | 0                | 1                 | 1     |
| 9     | Alemanha       | 0               | 0                | 1                 | 1     |
| Total | Total          | 6               | 6                | 6                 | 18    |

## Medalhistas

### Masculino
| Evento             | Ouro                     | Prata                    | Bronze                   |
| ------------------ | ------------------------ | ------------------------ | ------------------------ |
| Espada Individual  | Nikolai Novosjolov (EST) | Gábor Boczkó (HUN)       | Ulrich Robeiri (FRA)     |
| Florete Individual | Richard Kruse (GBR)      | Race Imboden (USA)       | Artur Akhmatkhuzin (RUS) |
| Sabre Individual   | Gu Bon-Gil (KOR)         | Tiberiu Dolniceanu (ROU) | Aron Szilagyi (HUN)      |

### Feminino
| Evento             | Ouro                | Prata                  | Bronze                     |
| ------------------ | ------------------- | ---------------------- | -------------------------- |
| Espada Individual  | Emese Szasz (HUN)   | Julia Beljajeva (EST)  | Xu Anqi (CHN)              |
| Florete Individual | Carolina Erba (ITA) | Inna Deriglazova (RUS) | Carolin Golubytskyi (GER)  |
| Sabre Individual   | Kim Ji-Yeon (KOR)   | Lee Ra-Jin (KOR)       | Yekaterina Dyachenko (RUS) |